# Baharak (huyện), Badakhshan
Baharak là một huyện thuộc tỉnh Badakhshan, Afghanistan. Dân số thời điểm năm 1999 là 61,937 người.